# Fysiognomik
Fysiognomik, fysionomik eller fysionomi,  är läran om psykets status såsom beroende av kroppens form.
Fysiognomik bygger på en numera inom vetenskaperna övergiven uppfattning att en människas personlighet och förmågor kan bedömas utifrån hennes fysionomi, det vill säga hennes anletsdrag och kroppstyp. Begreppet kommer från grekiskans "fysis", natur, och gnome, att veta.
Fysiognomik uppfyller dagens kriterier för vad som räknas som pseudovetenskap och betraktas som sådan av akademiker på grund av dess ogrundade påståenden; den allmänna tron på fysiognomi är ändå fortfarande utbredd och moderna framsteg inom artificiell intelligens har väckt förnyat intresse för studieområdet. Praktiken accepterades väl av antika grekiska filosofer, men föll i vanrykte på 1500-talet medan den utövades av vagabonder och riddare. Den återupplivades och populariserades av Johann Kaspar Lavater, innan den föll i onåd i slutet av 1800-talet. Fysiognomi på 1800-talet noteras särskilt som en grund för vetenskaplig rasism. Fysiognomi som den förstås idag är ett ämne av förnyat vetenskapligt intresse, särskilt när det gäller maskininlärning och ansiktsigenkänningsteknik. Det största intresset för forskare idag är riskerna, inklusive integritetsproblem, med fysiognomi i samband med ansiktsigenkänningsalgoritmer.
Idén har rötter hos Aristoteles, eller rättare sagt Pseudo-Aristoteles. Under antiken hade läran stor utbredning, och även under medeltid och renässans. En av de mer kända förespråkarna under renässansen var Giambattista della Porta, men det dröjde fram till 1700-talet innan läran gavs en mer utarbetad teoretisk form av Johann Caspar Lavater. Denne påstod sig ha gett fysiognomiken en vetenskaplig form, där människans inre själsliga förmågor präglade personens yttre. I kontrast till frenologin, som bara fokuserar på kraniet, tar fysiognomiken hänsyn till hela personens utseende, om än med fokus på ansiktet. En annan skillnad är att frenologin är materialistisk i det att den ser själen som en kroppslig funktion, fysiognomiken var enligt Lavater förenlig med kristen teologi.